# Bastei

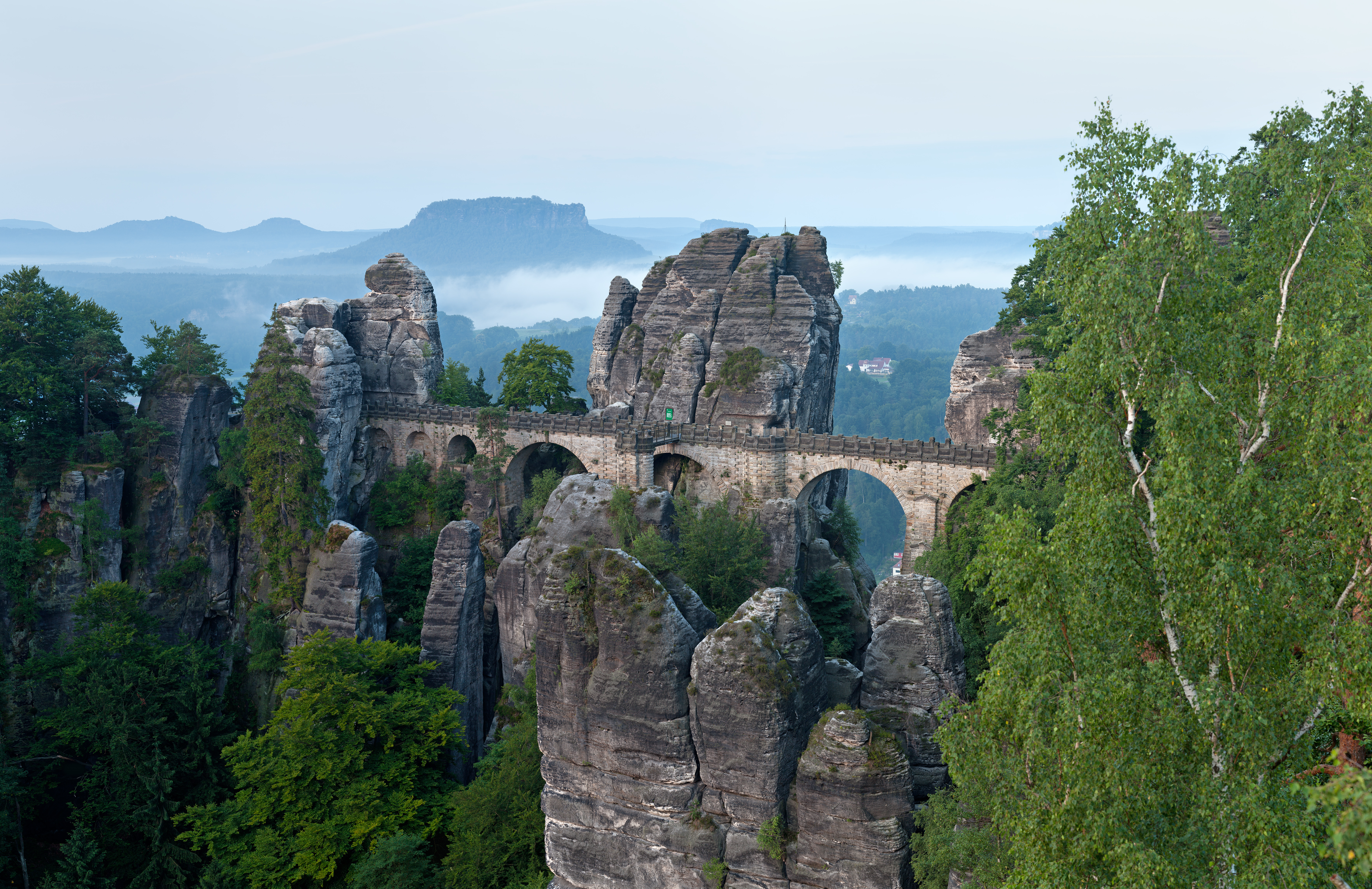
Ponte sul Bastei

Il Bastei è una formazione rocciosa alta 194 metri che domina il fiume Elba nei pressi delle montagne di arenaria dell'Elba, in Germania. Situate ad un'altitudine di 305 metri sul livello del mare, le rocce frastagliate del Bastei sono state formate dall'erosione dell'acqua più di un milione di anni fa. Sono situate vicino a Rathen, non lontano da Pirna, a sud-est di Dresda.
Costituisce il più celebre punto panoramico del Parco nazionale della Svizzera Sassone. Fanno anche parte di una zona conosciuta per l'arrampicata e l'escursionismo che si estende oltre i confini tedeschi verso la Svizzera boema, nella Repubblica ceca.
Il Bastei è un'attrazione turistica fin dal XIX secolo: nel 1824 venne costruito un ponte di legno per unire alcune rocce e renderle visitabili. Nel 1851 fu sostituito dall'attuale Basteibrücke costruito in pietra. La formazione rocciosa e il panorama hanno ispirato molti artisti famosi, tra cui Caspar David Friedrich ("Felsenschlucht").
La città termale di Rathen è la base principale per la visita al Bastei; può essere raggiunta da Dresda con il battello sull'Elba.

## Storia

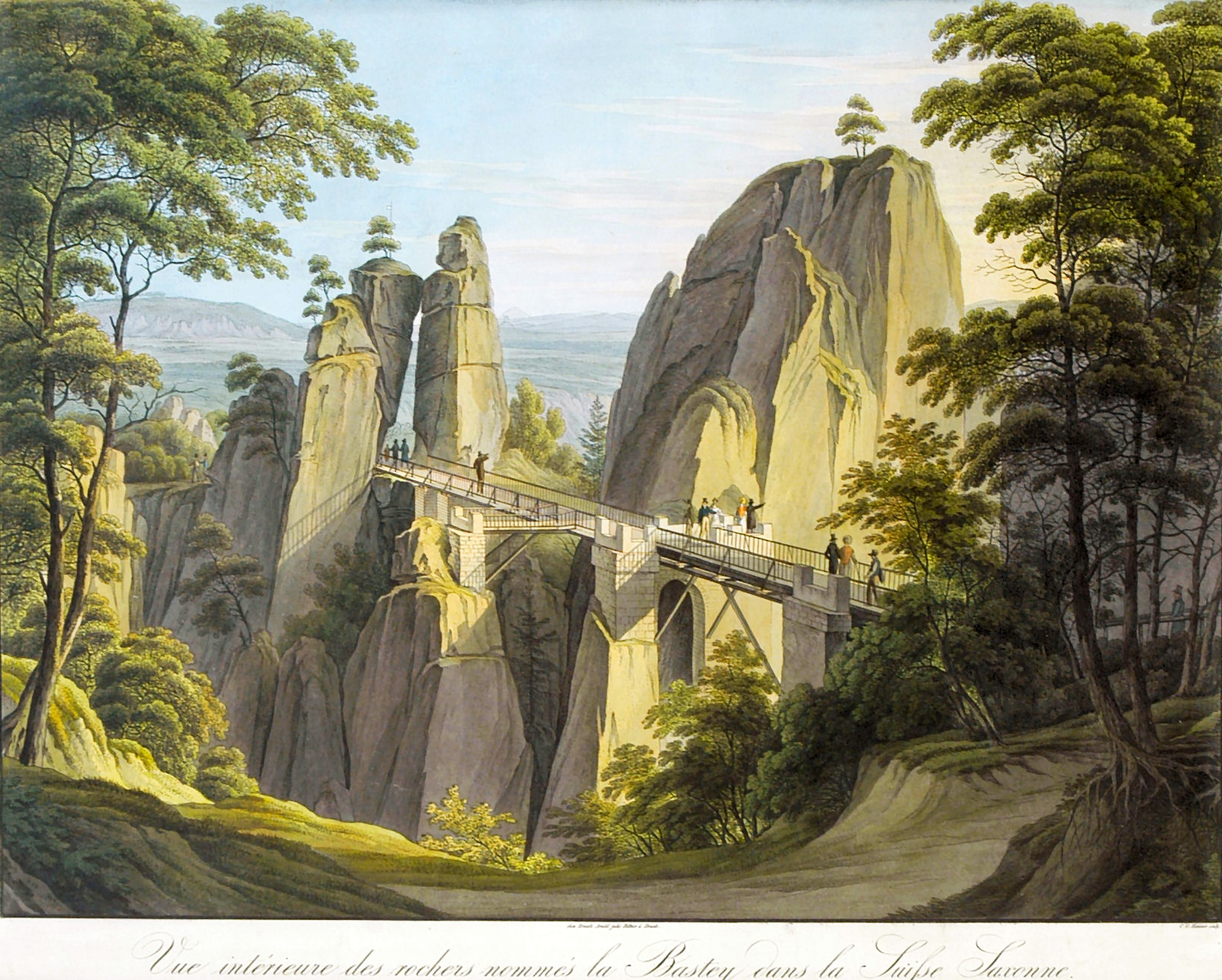
Il ponte di legno sul Bastei (1826)

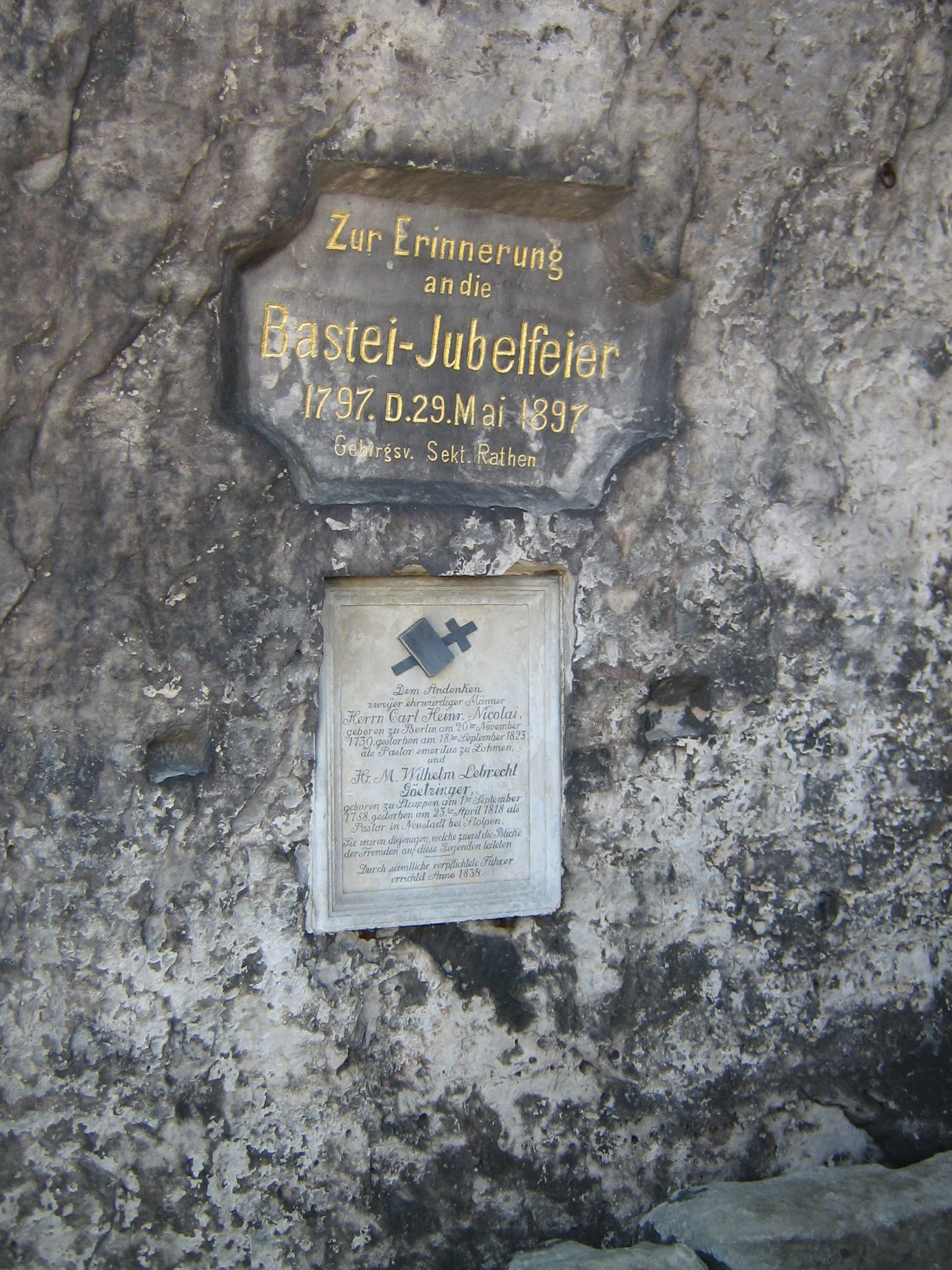
Lapide su una roccia nei pressi del ponte sul Bastei

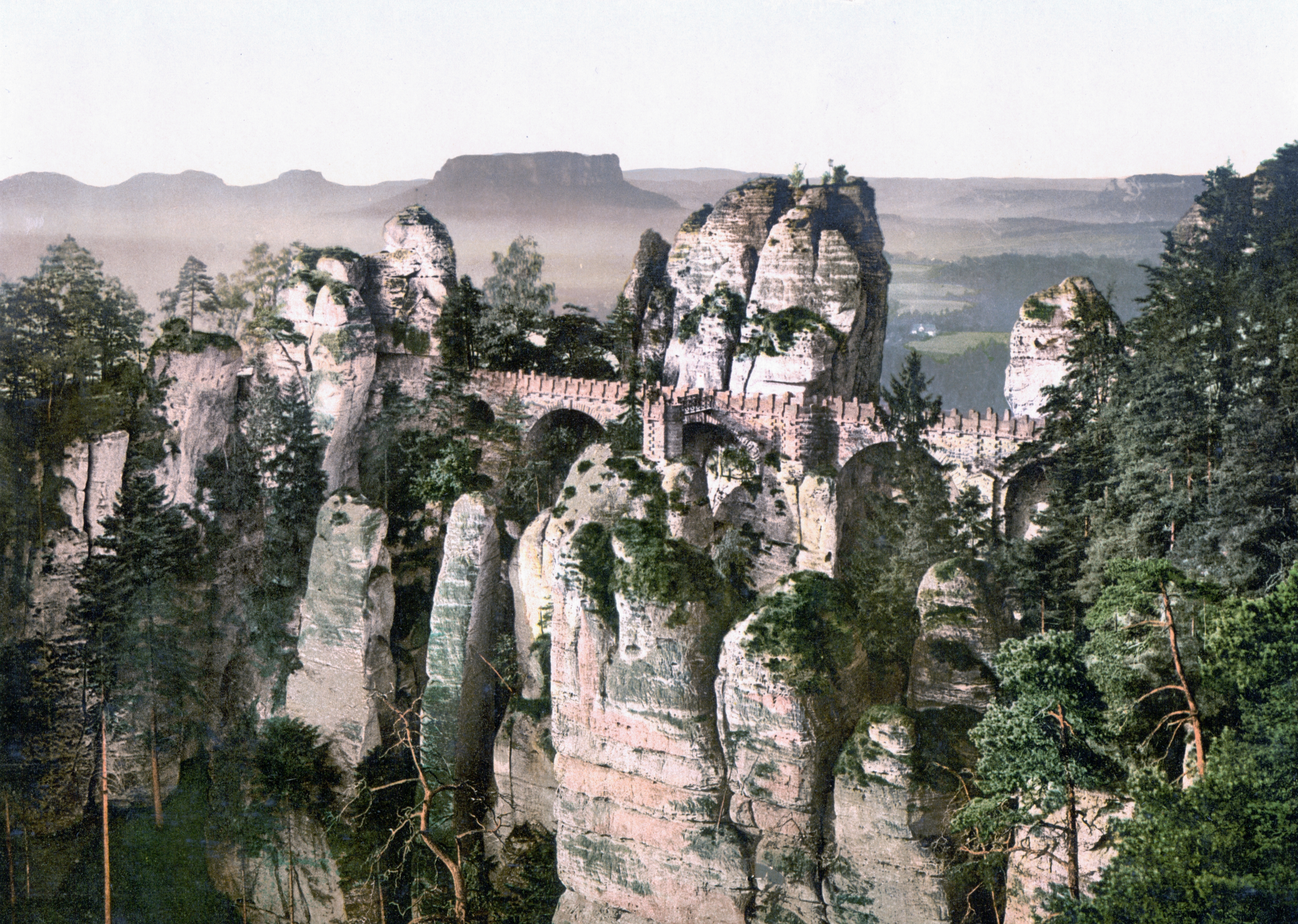
Il Bastei nel 1900 circa

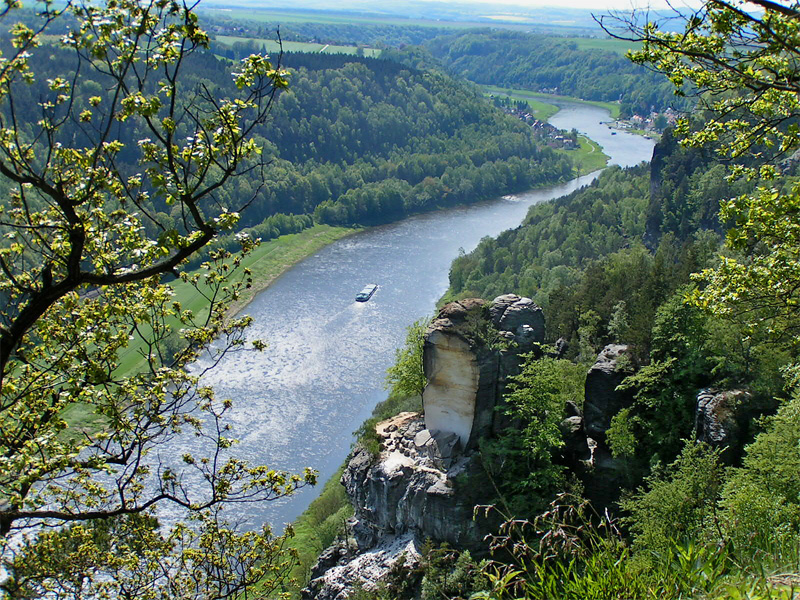
Vista su fiume Elba e rocce Wartturm

Il nome Bastei (in italiano: "bastione") si deve al fatto che le ripide rocce torreggianti facevano parte del vecchio anello difensivo attorno al castello di Neurathen.
Nel 1592 la roccia fu menzionata per la prima volta come "Pastey" da Matthias Oeder nel corso della prima visita di Stato nell'elettorato di Sassonia. Dato che la Svizzera sassone era stata esplorata e in seguito sviluppata per il turismo, le rocce del Bastei divennero una delle prime attrazioni turistiche. Il punto di osservazione fu descritto dalla letteratura di viaggio nel 1798 in una pubblicazione di Christian August Gottlob Eberhard. Una delle prime guide turistiche, Carl Heinrich Nicolai, nel 1801 scrisse: "Che profondità di sentimento si riversa nell'anima! Si può stare qui per un lungo periodo di tempo senza essere finito con essa (...) è così difficile di tirarvi fuori da questo luogo".
All'inizio il Bastei era  accessibile abbastanza facilmente da Wehlen e Lohmen. Numerosi artisti lo raggiungevano tramite il cosiddetto "sentiero del pittore" (Malerweg). Caspar David Friedrich dipinse qui il suo famoso quadro "Rocce nelle montagne di arenaria dell'Elba (Felsenpartie im Elbsandsteingebirge)". Anche Ludwig Richter abbozzò il Bastei. Da Rathen l'accesso era più difficoltoso, ma nel 1814 venne realizzata una scalinata con 487 gradini per collegare la valle Wehlgrund con la Vogeltelle fino alle rocce.
Durante la pentecoste del 1812 il macellaio di Lohmen di nome Pietzsch approntò i primi servizi di ristorazione per i visitatori del Bastei. Cominciò con due semplici capanne (distrutte da un incendio nel 1819) in cui vendeva pane, burro, birra, brandy, caffè e latte; due anni più tardi aprì una cucina e una cantina, costruite sotto una sporgenza di roccia, e il belvedere venne dotato di una ringhiera. A febbraio 1816 gli fu concessa una licenza per la vendita di alcolici.
Lo sviluppo turistico del Bastei si intensificò nel 1826, quando su progetto di Gottlob Friedrich Thormeyer venne costruita una locanda ove era possibile il pernottamento. Le vecchie capanne di legno devennero alloggi per le guide turistiche.
Il primo ponte, Basteibrücke, fu costruito in legno tra le profonde fenditure della Mardertelle e collegò le rocce esterne del Bastei con le rocce chiamate Steinschleuder e Neurathener Felsentor. A causa del costante aumento del numero di visitatori, nel 1851 il ponte di legno fu sostituito da un ponte in pietra con sette arcate, lungo 76,5 metri, che sovrasta un burrone profondo 40 metri.
Alla fine del XIX secolo il Bastei divenne l'attrazione principale della Svizzera sassone. La locanda esistente fu completamente ristrutturata ed ampliata nel 1893-1894. Nel 1985 entrò in funzione l'acquedotto principale ad alta pressione e nel 1897 una linea telefonica. Intorno al 1900 furono approntati progetti per la costruzione di una ferrovia a cremagliera dalla valle dell'Elba al Bastei, ma senza esito; tuttavia la forra sud-occidentale del Bastei è conosciuta come Eisenbahngründel ("Valle della piccola ferrovia"). All'inizio del XX secolo la strada per il Bastei fu allargata per agrevolare la crescente motorizzazione.
Dopo la fine della seconda guerra mondiale il numero di visitatori è rapidamente aumentato di nuovo, soprattutto nei fine settimana e nei festivi, e il Bastei è diventato un luogo di turismo di massa. Tra il 1975 e il 1979 l'antica locanda fu rimpiazzata da un edificio più grande e successivamente da un albergo.

## Turismo

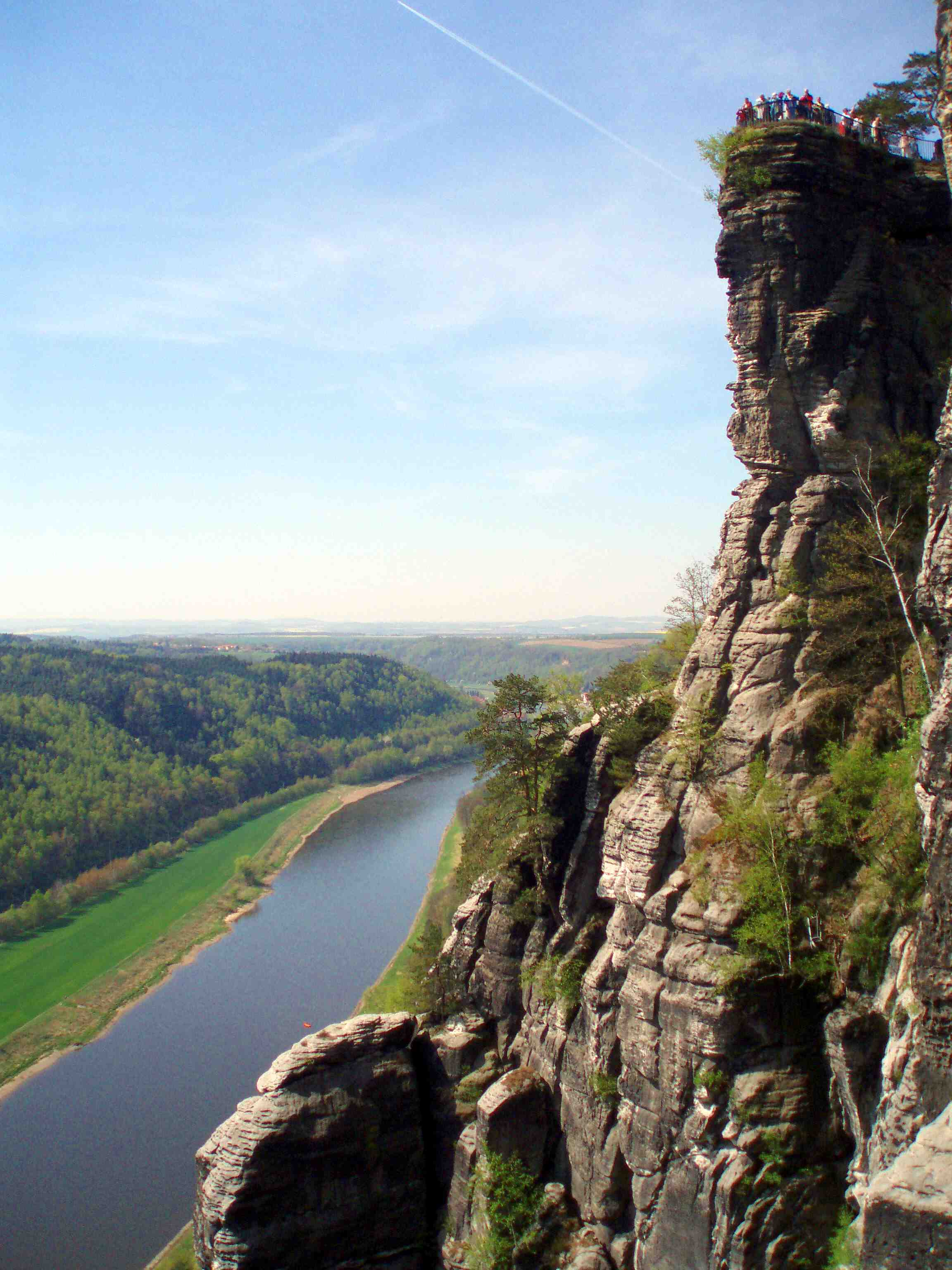
Vista del Bastei

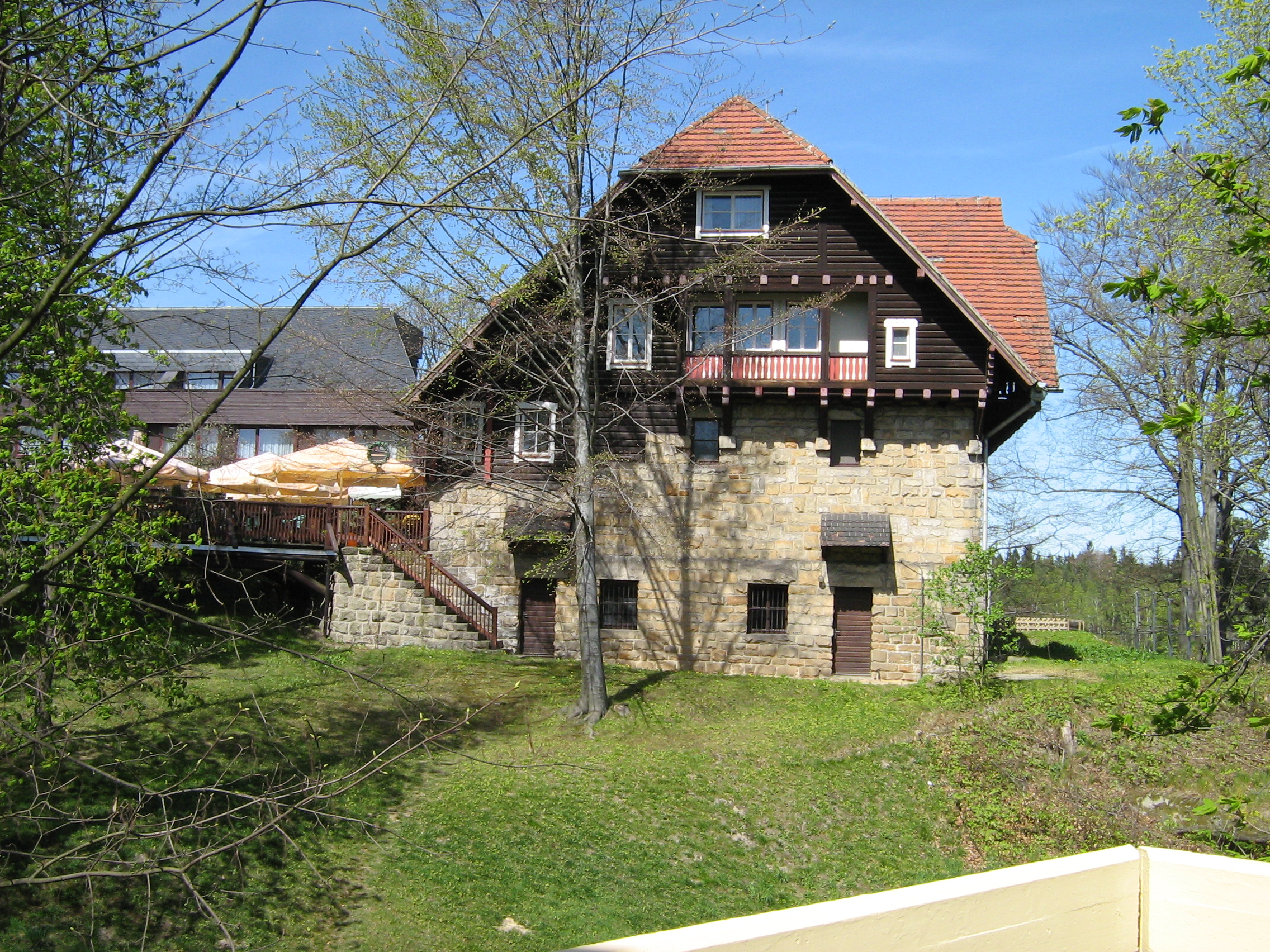
L'albergo Schweizerhaus del Bastei

Il Bastei è uno dei punti panoramici più importanti della Svizzera sassone. Nel 1819 August von Goethe lo esaltava così: "Qui, da dove si vede fino al fiume Elba dalle rocce più aspre, dove una breve distanza separa le falesie del Lilienstein, Königstein e Pffafenstein stanno scenicamente insieme e l'occhio prende in una vista spaziata che non può essere descritta a parole". Il Ancora oggi Bastei è quello con il numero di visitatori più alto tra tutti i punti panoramici della Svizzera Sassone.
Oltre alla vista panoramica, ci sono altri punti di interesse. Presso il pinnacolo roccioso chiamato Jahrhundertturm, sul ponte, sono poste alcune lapidi che commemorano la prima citazione del Bastei nella letteratura di viaggio (1797) nonché Wilhelm Lebrecht Götzinger e Carl Heinrich Nicolai, che con la descrizione dei loro viaggi ed altre opere furono i pionieri del turismo nella Svizzera sassone. Una lapide ricorda il fotografo di corte della Sossonia, Hermann Krone, che fu il primo a realizzare una fotografia paesaggistica in Germania nel 1853, proprio dal ponte sul Bastei. Dal Ferdinandstein, parte delle torri rocciose del Wehltürme, si apre una famosa veduta del ponte Bastei; la si raggiunge tramite un sentiero che parte dalla strada per il ponte medesimo. Un'altra formazione rocciosa ben conosciuta vicino al Bastei è la Wartturm, che nel 2000 è in parte crollata.
Il castello di Neurathen, il più grande castello roccioso della Svizzera sassone, può essere raggiunto dal Bastei attraversandone il ponte. Le rovine del castello, in parte nascoste dalla vegetazione, sono costituite da camere scavate nella roccia. Lungo un libero percorso semicircolare si possono osservare una cisterna e alcuni proiettili di pietra per catapulta o fioda. Una replica di una catapulta fu installata nei pressi del castello nel 1986. Sono visibili anche alcuni reperti (ceramiche), provenienti da scavi. La salita da Rathen al Bastei costeggia un museo a cielo aperto dedicato all'insediamento slavico nella regione; un passaggio oltre al sentiero conduce al teatro all'aperto di Rathen (Felsenbühne Rathen).
Altro famoso punto panoramico dell'area è la fortezza di Königstein.
Per il Bastei passa il sentiero di montagna Eisenach–Budapest.

## Conservazione della natura
Già all'inizio del XX secolo i naturalisti sollecitarono la tutela del paesaggio unico intorno al Bastei. I piani per la costruzione di una ferrovia di montagna furono così fermati. Nel 1938 il Bastei è diventato la prima area protetta nelle montagne di arenaria dell'Elba. Oggi fa parte della zona centrale del Parco nazionale della Svizzera sassone, in cui si applicano severe norme di conservazione.